# Graz
Graz (słoweń. Gradec) – miasto statutarne w południowo-wschodniej Austrii, stolica kraju związkowego Styria oraz siedziba powiatu Graz-Umgebung (do którego jednak nie należy). Liczy 306 068 mieszkańców (1 stycznia 2024).
Miasto leży nad rzeką Murą, u podnóża Alp Styryjskich. Po Wiedniu drugie co do wielkości i znaczenia miasto Austrii. Graz jest znaczącym ośrodkiem przemysłowym, kulturalnym i turystycznym. W mieście znajdują się cztery uniwersytety i dwie inne szkoły wyższe, do których uczęszcza razem ponad 45 tys. studentów. W roku 2003 był kulturalną stolicą Europy. Znajduje się tu także polski konsulat honorowy.

## Toponimia nazwy
Nazwa miasta wywodzi się od słowa gradec – słoweńskiego wyrazu oznaczającego mały zamek. Jest to związane z tym, że miasto Graz powstało na terenie wcześniejszej słowiańskiej osady o takiej właśnie nazwie.

## Historia
Pierwsze wzmianki o Grazu pochodzą z roku 881, kiedy w dokumencie wymienia się go jako warownię władców Styrii. Potwierdzeniem statusu było przyznanie praw
miejskich w roku 1281 przez Rudolfa I Habsburga. Od pierwszej połowy XV wieku aż do XVII wieku Graz był siedzibą styryjskiej gałęzi dynastii Habsburgów. Pod ich patronatem w XV i XVI wieku miasto dobrze się rozwijało, wtedy to na górze Schlossberg wzniesiono twierdzę dla obrony przed Turkami. W roku 1586 w Grazu powstał pierwszy uniwersytet. W 1809 roku twierdzę bez powodzenia oblegały wojska napoleońskie.
W dniach 29–30 kwietnia 2008 r. na zamku w Grazu spotkało się ośmiu prezydentów państw Unii Europejskiej (w tym Polski – Lech Kaczyński).

## Zabytki i turystyka
W roku 1999 grodzieckie Stare Miasto zostało wpisane na listę światowego dziedzictwa UNESCO. Najważniejsze zabytki to:
- późnogotycka katedra świętego Idziego (Hl. Ägydius) z okresu 1438–1462, przy katedrze barokowe mauzoleum Ferdynanda II
- ruiny zamku Schlossberg z dwiema zachowanymi wieżami, spośród których charakterystyczna wieża zegarowa jest symbolem miasta
- gotyckie i barokowe kościoły m.in. katolicki Najświętszej Krwi (Hl. Blut), Matki Bożej Nieustającej Pomocy (Mariahilfkirche)
- renesansowy budynek starostwa Landhaus
- ratusz z XIX wieku
- arsenał z XVII wieku
- kościół pielgrzymkowy Mariatrost
- muzea m.in. Universalmuseum Joanneum(inne języki) z koroną książąt Styrii oraz malarstwem europejskim

Spośród nowoczesnych budynków uwagę zwraca Kunsthaus Graz, wzniesiony w 2003 budynek galerii sztuki zlokalizowany w centrum miasta. Dwupiętrowy obiekt został zaprojektowany przez londyńskich architektów, Petera Cooka i Colina Fourniera. Według różnych interpretacji budynek wykonany z żelbetu i paneli pleksiglasowych, przypomina serce wyjęte z ciała lub krowie wymię.

## Oświata
Uczelnie:
- Karl-Franzens-Universität
- Technische Universität Graz(inne języki)
- Medizinische Universität Graz(inne języki)
- Universität für Musik und darstellende Kunst Graz(inne języki)
- FH Joanneum(inne języki)
- Campus 02 Fachhochschule der Wirtschaft(inne języki)
- Pädagogische Hochschule Steiermark(inne języki)
- Kirchliche Pädagogische Hochschule Graz
- Johann-Joseph-Fux-Konservatorium Graz(inne języki)

## Transport

### Transport kolejowy
W mieście znajduje się dworzec główny Graz Hauptbahnhof oraz stacje Graz Ostbahnhof, Graz Puntigam, Graz Don Bosco, Graz Köflacherbahnhof, Graz Liebenau/Murpark, Graz Wetzelsdorf, oraz Graz Webling.

## Sport
Stolica Styrii miłośnikom sportu znana jest z takich klubów jak Sturm Graz czy EC Graz 99ers, które w tym mieście mają swoją siedzibę.

## Galeria

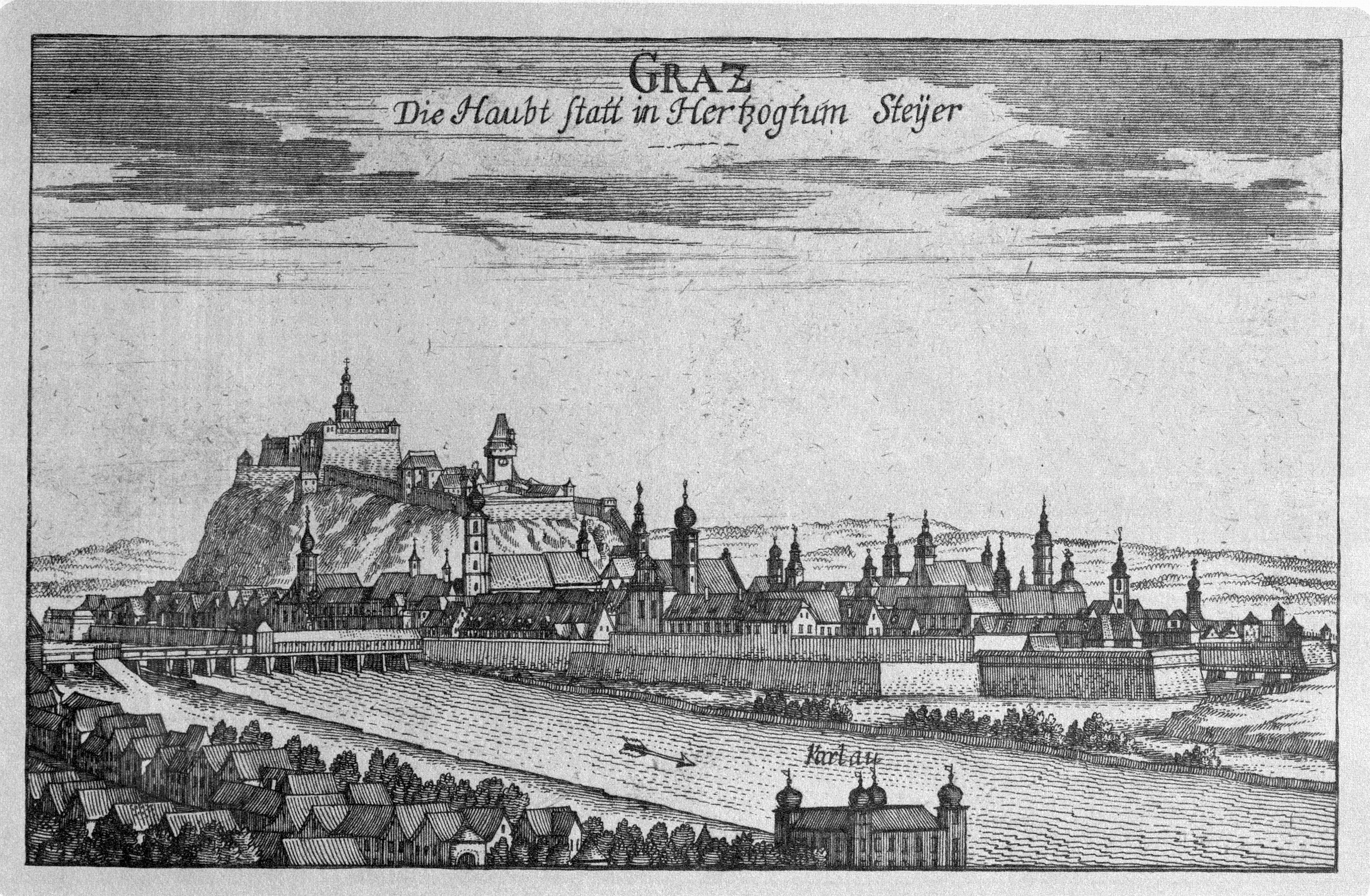
Graz, Georg Matthäus Vischer (1670)
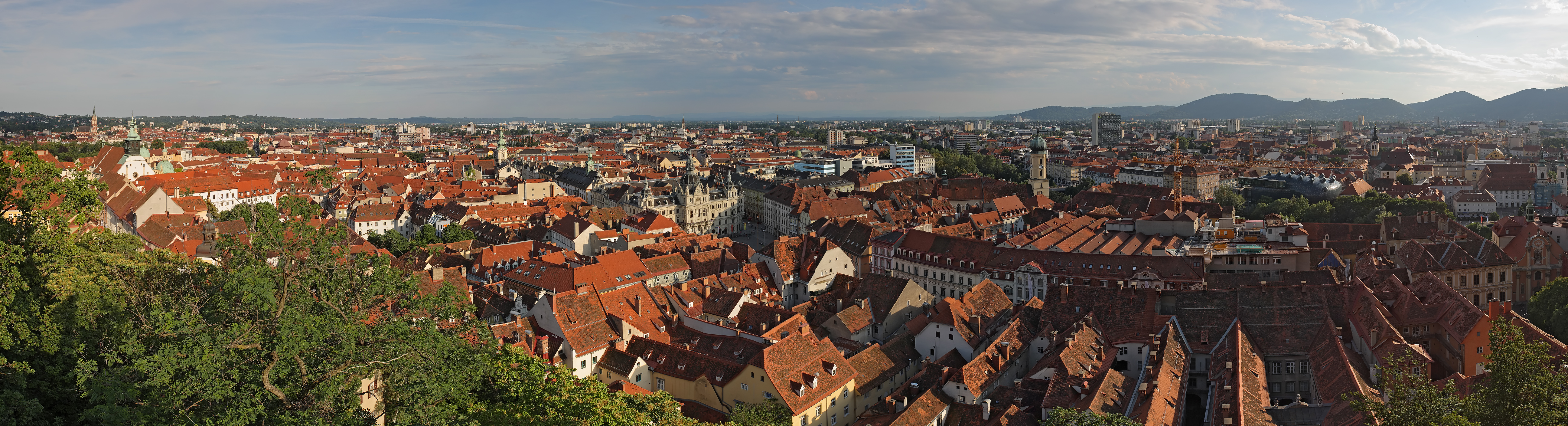
Panorama starego miasta
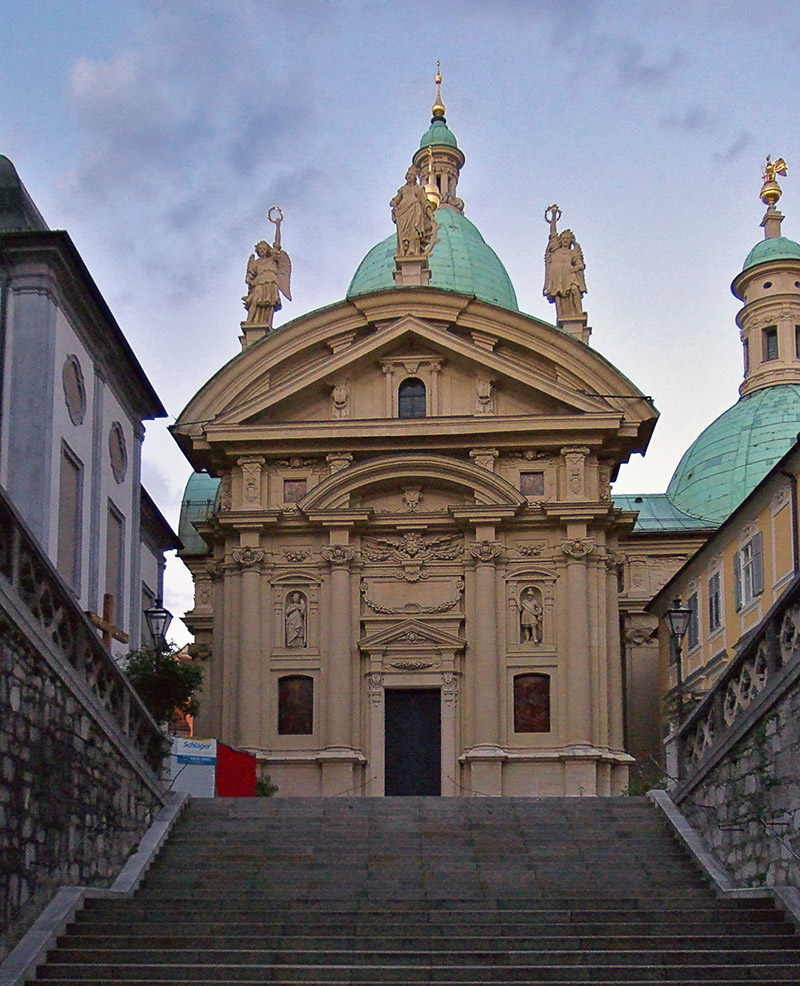
Mauzoleum
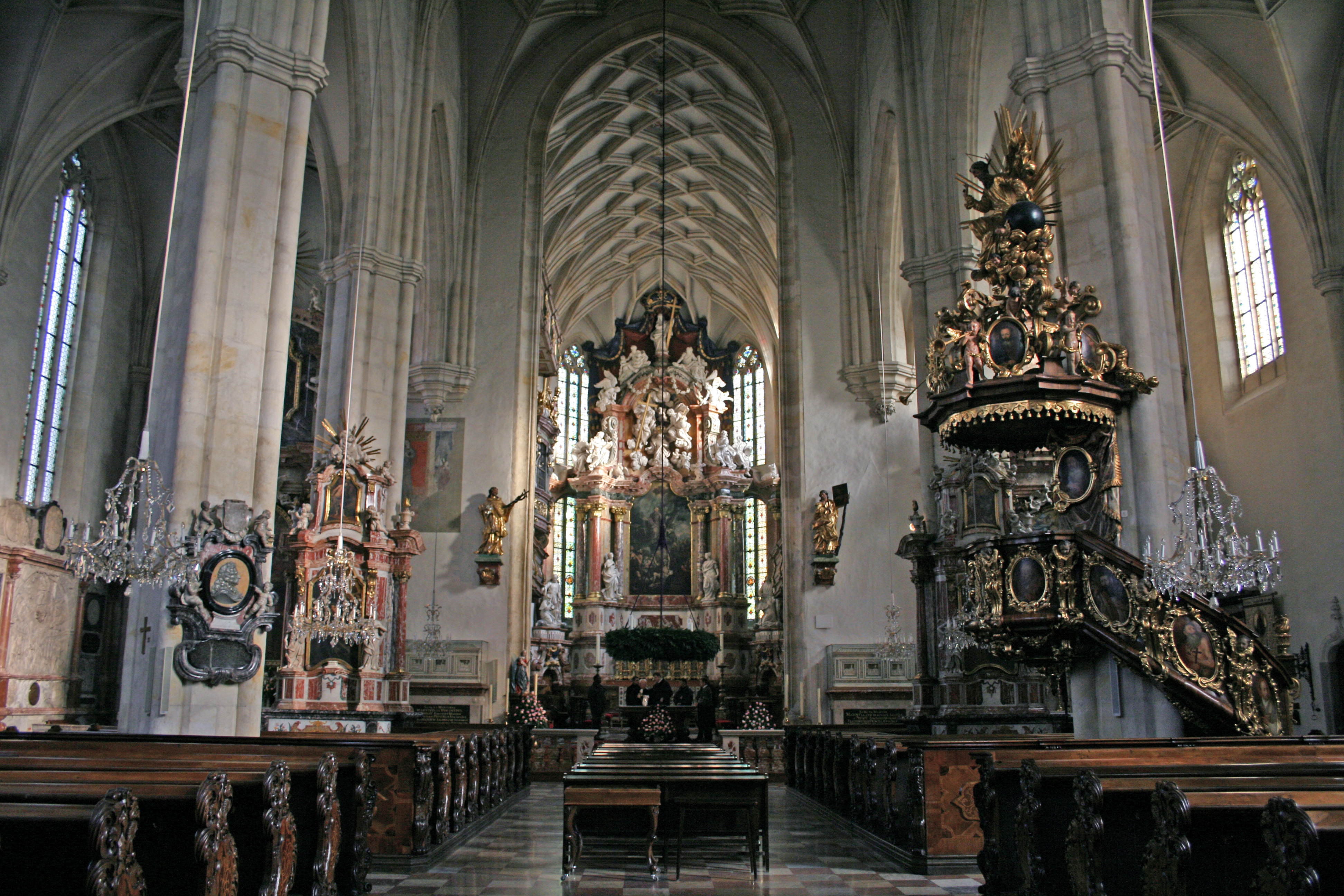
Katedra, wnętrze
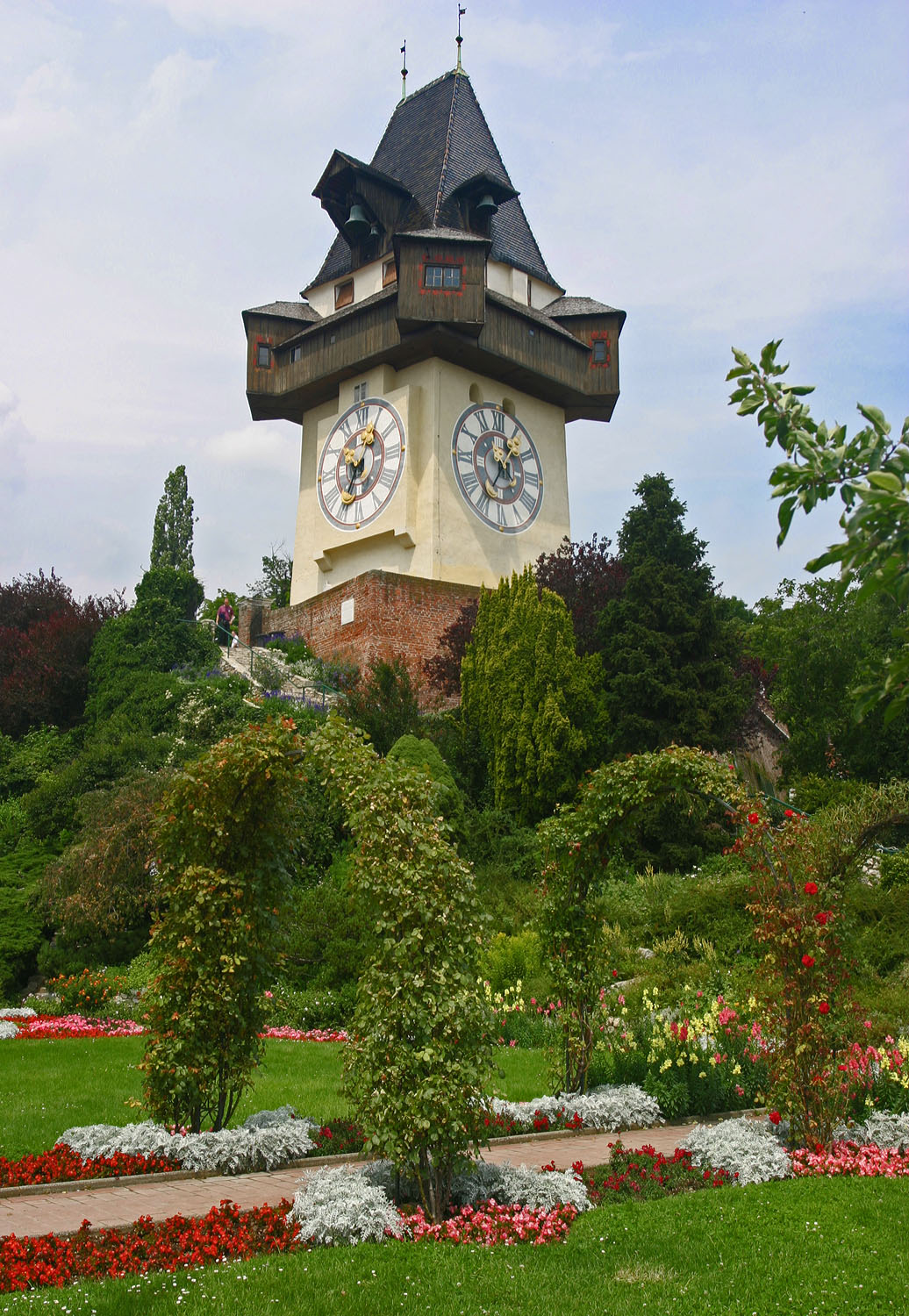
Wieża zegarowa Schlossberg
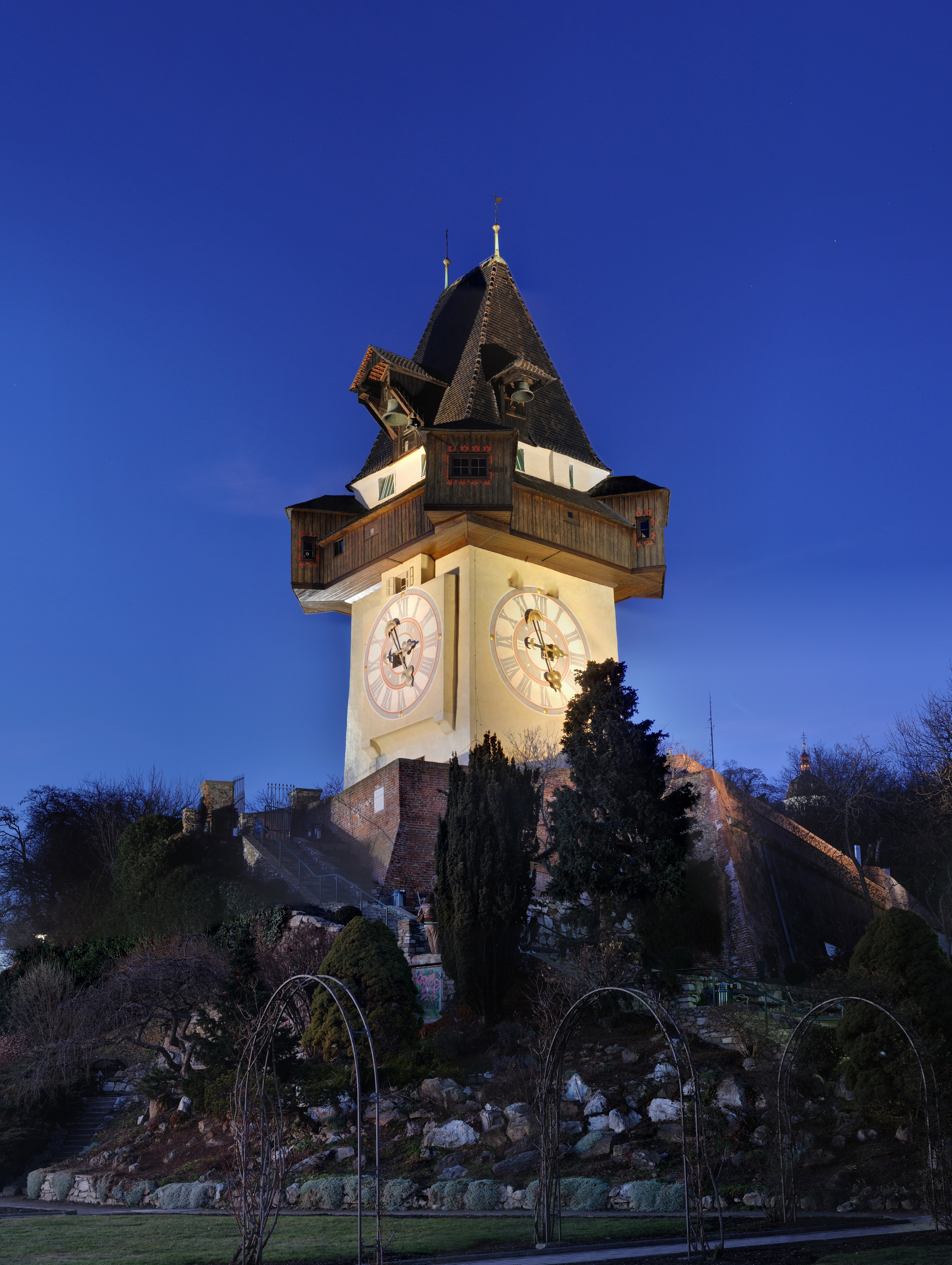
Wieża zegarowa w nocy
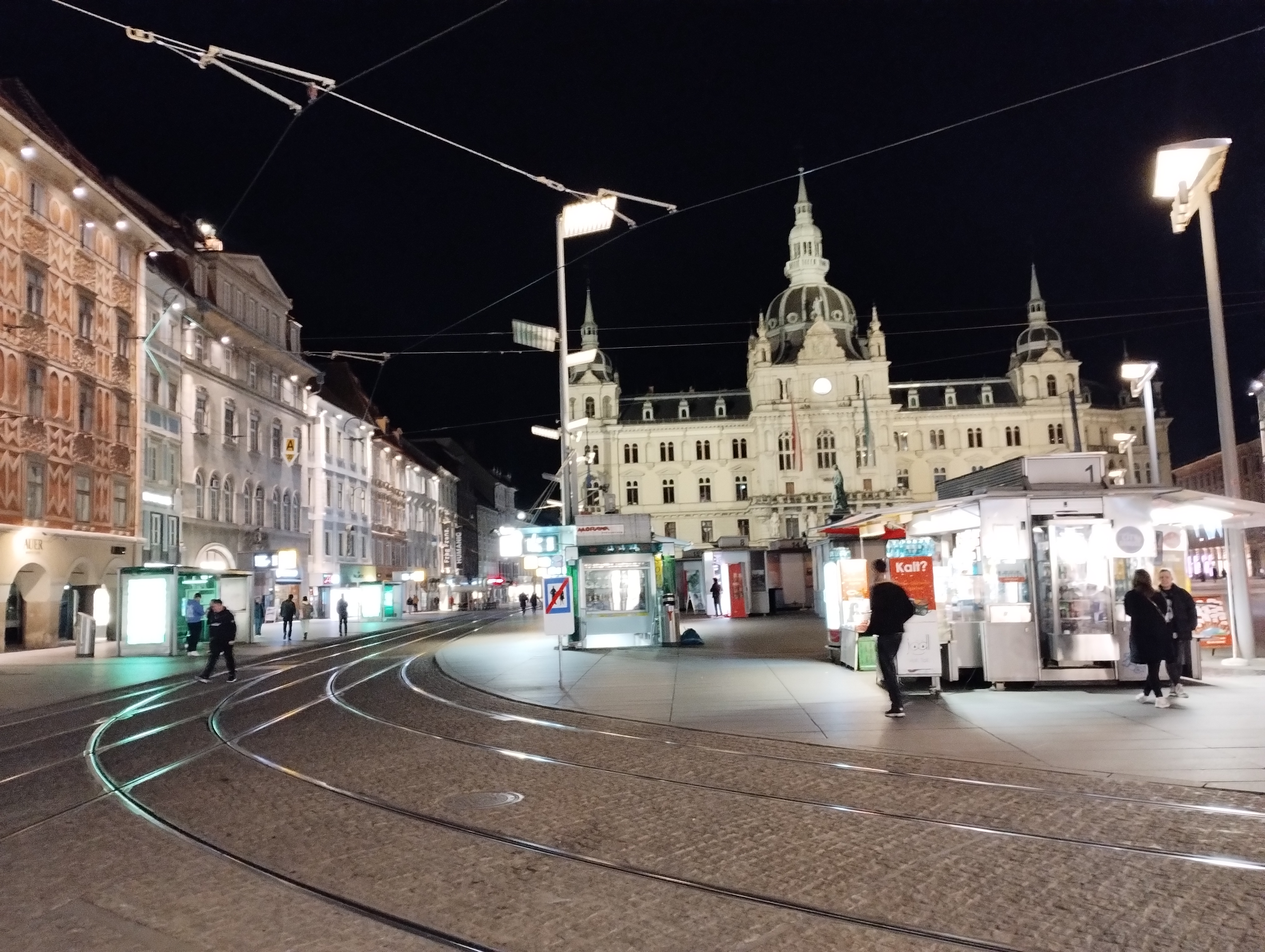
Ratusz porą wieczorową
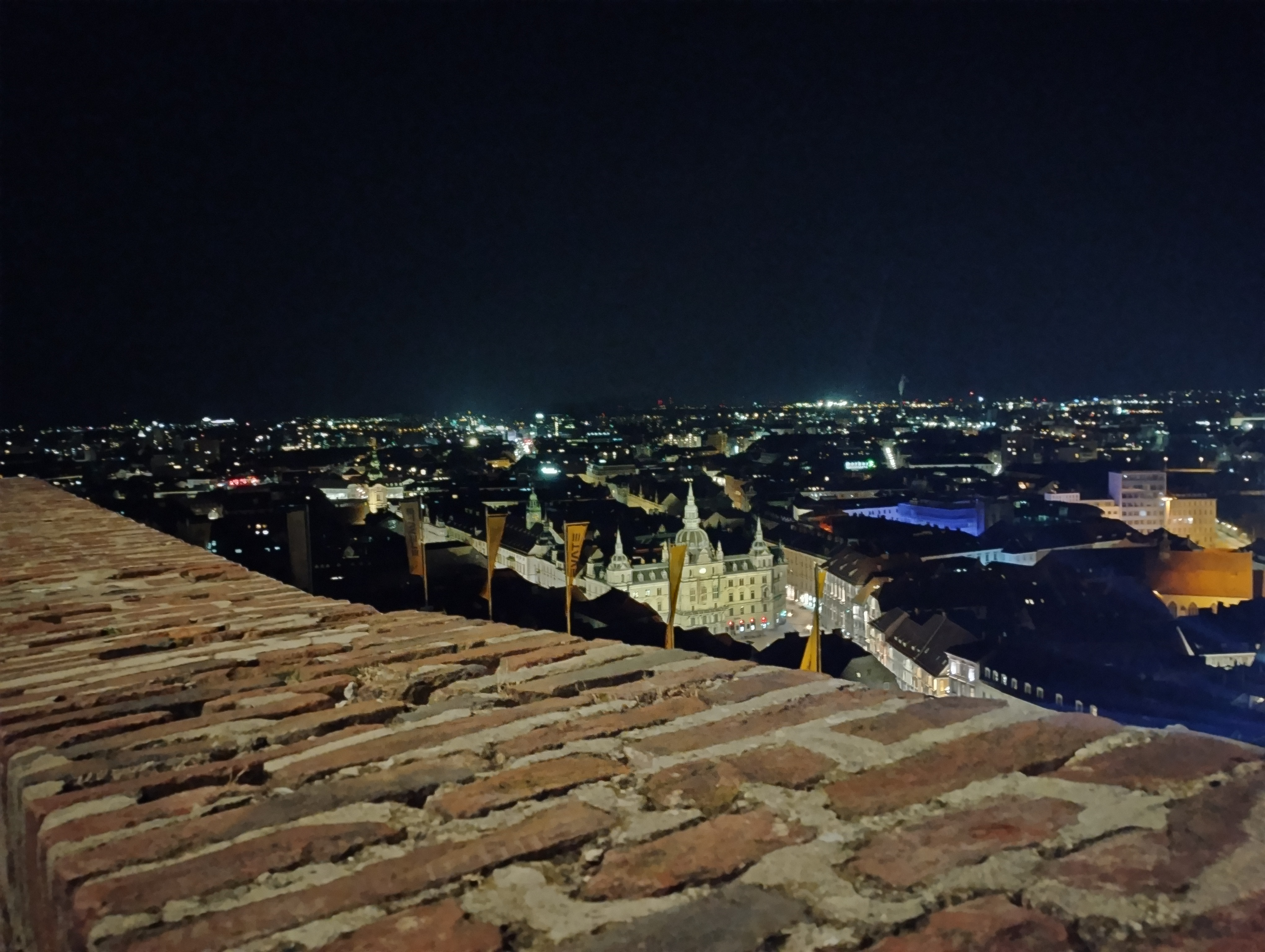
Nocna panorama miasta
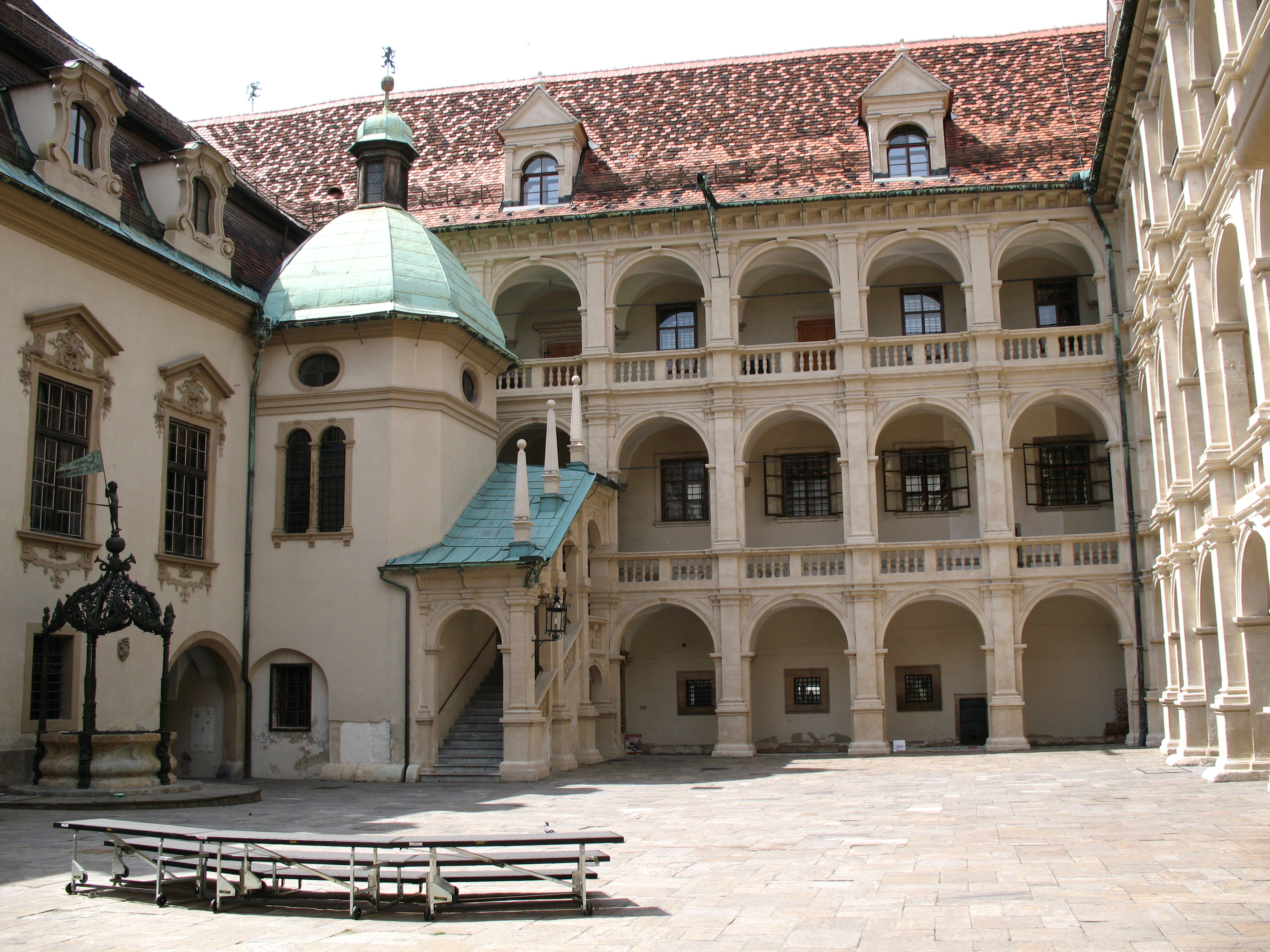
Landhaus, dziedziniec
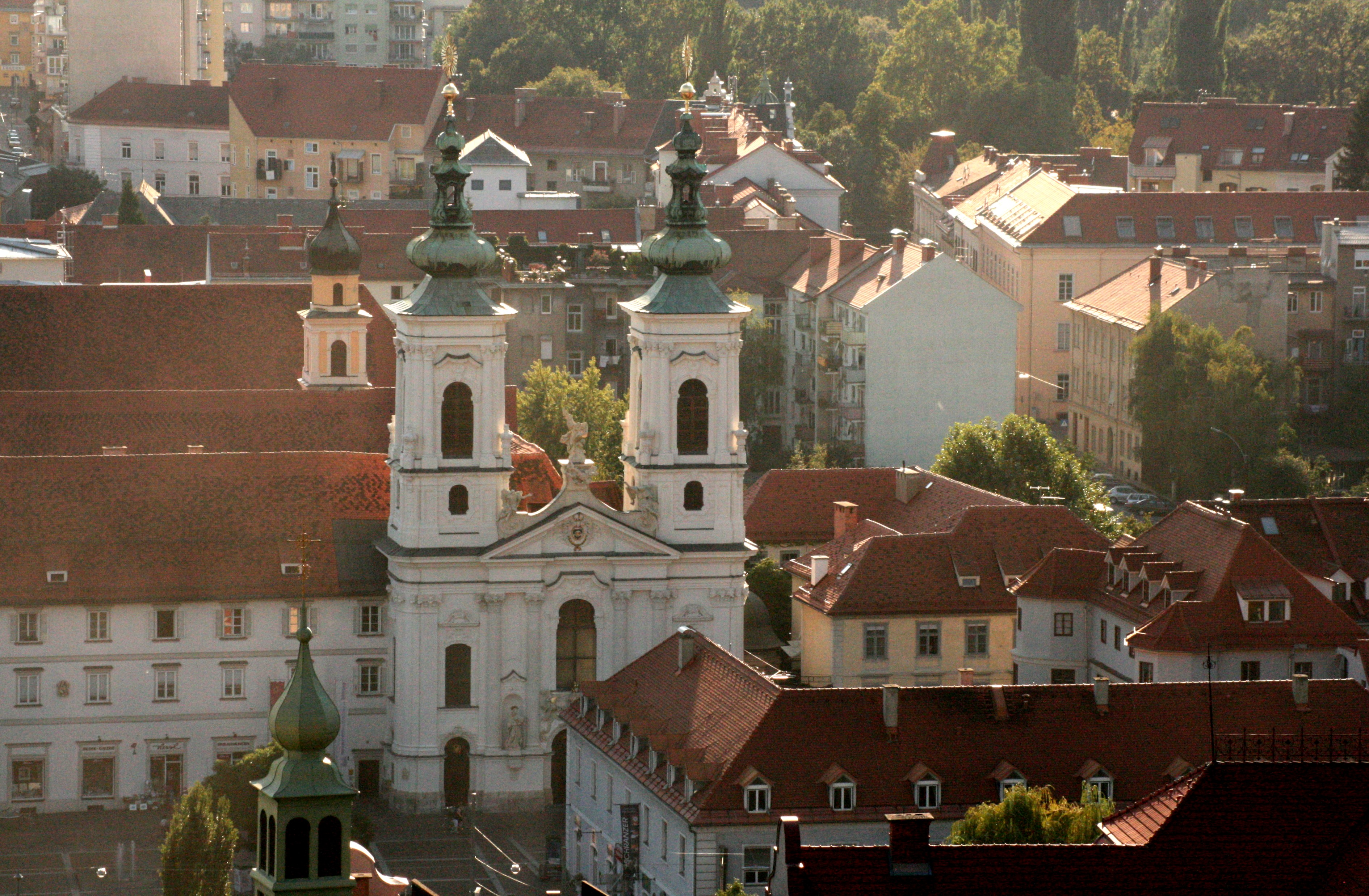
Kościół Mariahilf
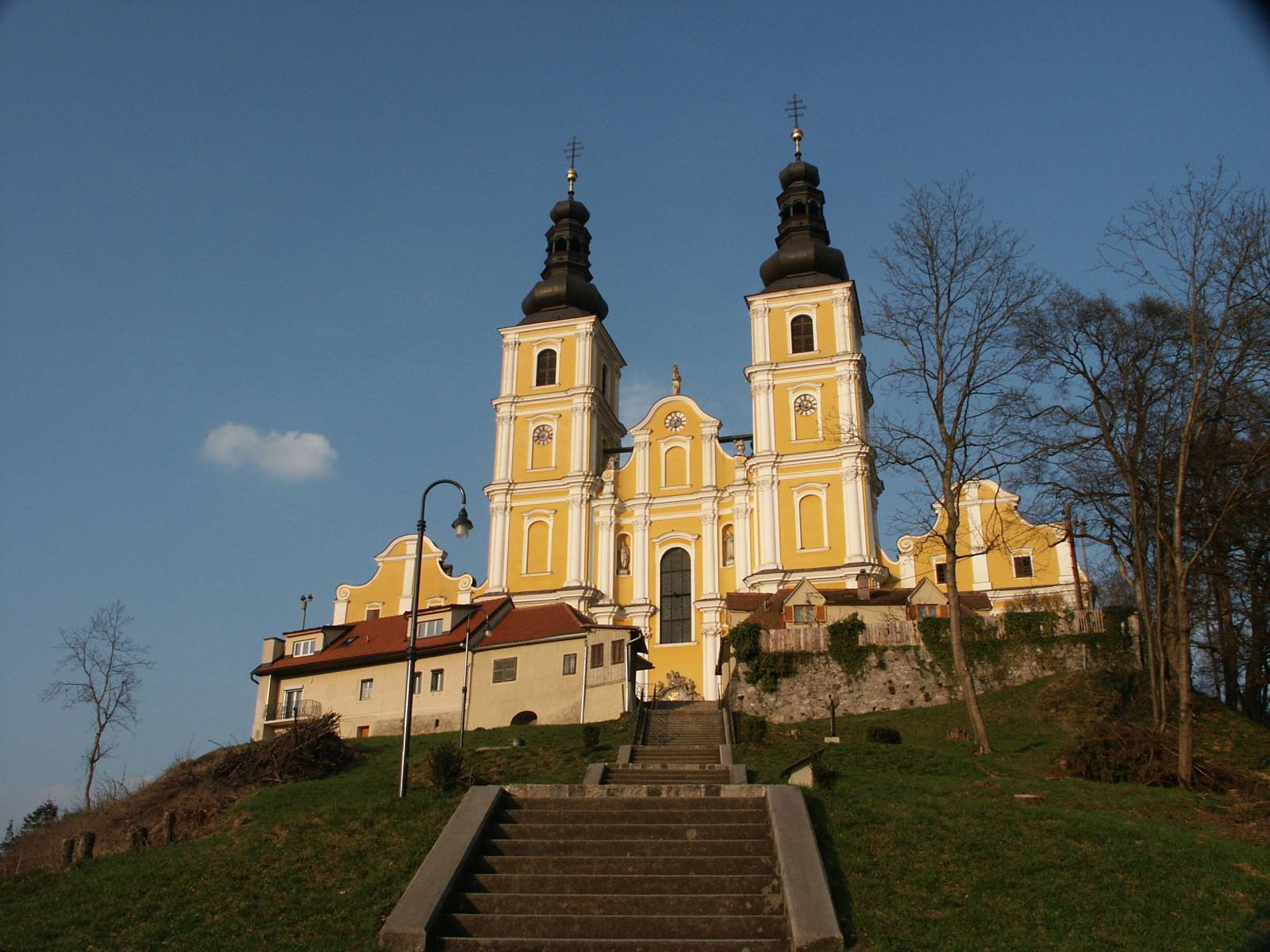
Bazylika Mariatrost
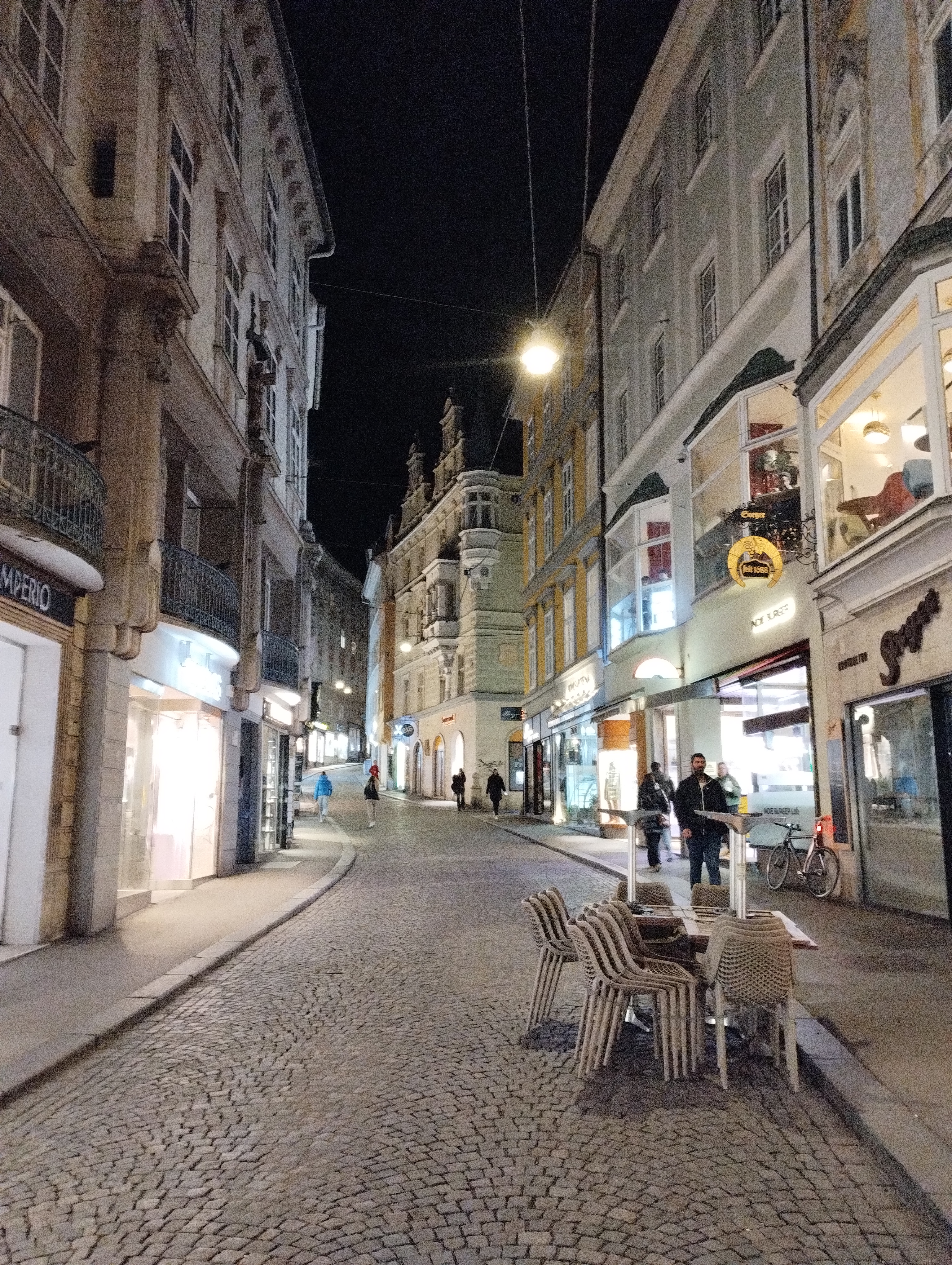
Uliczka handlowa

## Współpraca
Miejscowości partnerskie:
- Coventry, Wielka Brytania
- Darmstadt, Niemcy
- Dubrownik, Chorwacja
- Groningen, Holandia
- Lublana, Słowenia
- Maribor, Słowenia
- Montclair, Stany Zjednoczone
- Pecz, Węgry
- Petersburg, Rosja
- Pula, Chorwacja
- Timișoara, Rumunia
- Triest, Włochy
- Trondheim, Norwegia
- Lublin, Polska